# Witte Raven (boekenreeks)
Witte Raven is een pocketboekenreeks uitgegeven door Uitgeverij Westfriesland uit Hoorn. 
De J-serie verscheen met een gele rug (vanaf nummer 3), en later met een groene rug (vanaf  nummer 501); de JM-serie met roze rug. Onder andere de Pim Pandoer-serie is als Witte Raven-pocket heruitgegeven. Verder was er een M-serie, waarin titels van auteurs als Cissy van Marxveldt, Nel van der Zee en Betty van der Plaats verschenen.
Sommige boeken gaf Uitgeverij Westfriesland eerst uit in de Zonne-reeks voor oudere meisjes. Wanneer zo'n boek goed verkocht werd het door WestFriesland herdrukt en uitgegeven als goedkope Witte Raven-pocketeditie. Beide reeksen werden geïllustreerd door Hans Borrebach.
De reeks bevatte niet alleen jeugdboeken. Zo startte Westfriesland in 1964 met de Witte Raven detective-serie, de D-reeks.

## 50 Titels van de J-serie
- J501 - Carel Beke, Pim Pandoer, de schrik van de Imbosch
- J502 - Carel Beke, Pim Pandoer in het web van de Rode Spin
- J503 - Carel Beke, Pim Pandoer is op de kust
- J504 - Carel Beke, Pim Pandoer zet Parijs op stelten
- J505 - Robert A. van Dijk, Het geheim van de verdwenen zigeunerkoning
- J506 - A.D. Hildebrand, School voor de Massaï
- J507 - A.D. Hildebrand, Overval op de Massaï deel 2
- J508 - A.D. Hildebrand, Filmen bij de Massaï deel 3
- J509 - Robert A. van Dijk, Het geheim van de Blauwe Niobe
- J510 - Carel Beke, Pim Pandoer en de groene scarabee
- J511 - Carel Beke, Pim Pandoer en het raadsel van de Jordaan
- J512 - Carel Beke, Pim Pandoer en de heks van 's-Heerenberg
- J513 - Carel Beke, Pim Pandoer loopt in de val
- J514 - Bart Veenstra, Stropers op de camping
- J515 - A.D. Hildebrand, Pete Johnson, de jongen uit de wildernis
- J516 - Carel Beke, Pim Pandoer vangt een grijze kat
- J517 - Carel Beke, Pim Pandoer en het spook van Sonsbeek
- J518 - Carel Beke, Piraten in de poolnacht
- J519 - Carel Beke, Pim Pandoer vist op gladde aal
- J520 - Robert A. van Dijk, Het geheim van "schoppen twaalf"
- J521 - Hans Heyting, De geheimzinnige boerderij
- J522 - Carel Beke, Pim Pandoer en de gouden krokodil
- J523 - Carel Beke, Pim Pandoer en de tijgerhaai
- J524 - Carel Beke, Pim Pandoer in het slot van de levende dode
- J525 - Carel Beke, De ridders van de turfburcht
- J526 - Carel Beke, De meesterspion
- J527 - Carel Beke, Het monster van Uttiloch
- J528 - Robert A. van Dijk, Het geheim van de Windroos
- J529 - Robert A. van Dijk, Het geheim van de groene bolide
- J530 - Ted van Galen, De code van de tijger
- J531 - Bart Veenstra, Onderduikers in Leemhof
- J532 - Ton Hannink, Licht in de nacht
- J533 - Leo Papelard, Vulkaaneiland
- J534 - J.W. van Besouw, Het geheim van Bakewell
- J535 - J.W. van Besouw, Het geheim van de kermis
- J536 - A.D. Hildebrand, Belfloor en Bonnevu de twee goede reuzen
- J537 - A.D. Hildebrand, Nieuwe avonturen van Belfloor en Bonnevu
- J538 - Leo Papelard, Jeroen en de verdwaalde astronaut
- J539 - Willem van Zwol, De oude korenmolen
- J540 - Rolf Urici, Sheriff Bill Redt de stad
- J541 - Rolf Urici, Sheriff Bill Geeft 't nooit op
- J542 - A.D. Hildebrand, De reuzenauto van Bonnevu
- J543 - Rolf Ulrici, Sheriff Bill De held van Devil's point
- J544 - A.D. Hildebrand, Belfloor en Bonnevu en het ezeltje Oelevee
- J545 - Rolf Ulrici, Sheriff Bill blijft onoverwinnelijk
- J546 - Frits Abrahams, Barry Nelson en de ontvoerde tennisser
- J547 - Jan Martin Hanssen, De geheimzinnige mini-helikopter
- J548 - A.D. Hildebrand, Belfloor en Bonnevu en de dartele baron
- J549 - Robert A. van Dijk, Het geheim van El Golfet
- J550 - A.D. Hildebrand, Het nieuwe huis van Belfloor en Bonnevu

## Eerste 30 titels van de M-serie
- M 1 - Cissy van Marxveldt, De louteringkuur
- M 2 - Cissy van Marxveldt, Pim de Stoetel
- M 3 - Leni Saris, Het leven is een wonder
- M 4 - Nel van der Zee, Zuster Anneke
- M 5 - Cissy van Marxveldt, De Kingfordschool
- M 6 - Netty Koen-Conrad, Juup's wilde haren
- M 7 - Netty Koen-Conrad, Marja houdt de zonkant
- M 8 - Leni Saris, De muziek begon opnieuw
- M 9 - E.M. Zwart-van den Bergh, Rondom de Nutshell
- M 10 - Cissy van Marxveldt, Hazehart
- M 11 - Netty Koen-Conrad, Hanny's blijde zomer
- M 12 - Netty Koen-Conrad, Idylle op de Morgenster
- M 13 - Nel van der Zee, De secretaresse van de chirurg
- M 14 - Rona Lentinck, Het begon in de woestijn
- M 15 - Leni Saris, Eens komt de dag
- M 16 - Cissy van Marxveldt, Kwikzilver
- M 17 - Rona Lentinck, Het tehuis bij de rotsen
- M 18 - Nel van der Zee, Paviljoen III
- M 19 - Leni Saris, Eendagsbloemen
- M 20 - T. Jager-Meursing, Een trein stond stil
- M 21 - Cissy van Marxveldt, Puck van Holten
- M 22 - Leni Saris, En zo begon het
- M 23 - Nel van der Zee, Dwaallichtjes
- M 24 - Leni Saris, Lente Nocturne
- M 25 - Mien van 't Sant, Elsbeth
- M 26 - Nel van der Zee, De promotie van Jet Didam
- M 27 - Nel van der Zee, De voogd voor Inger
- M 28 - Cissy van Marxveldt, Rekel
- M 29 - Mien van 't Sant, Schaakmat!
- M 30 - Leni Saris, Ieder jaar bloeit de gouden regen